# Rhabdomastix (Rhabdomastix) normalis
Rhabdomastix (Rhabdomastix) normalis is een tweevleugelige uit de familie steltmuggen (Limoniidae). De soort komt voor in het Oriëntaals gebied.